# Isole dell'Australia Occidentale (U-Z)
Questa è una lista di isole dell'Australia Occidentale.

## U
| Nome                | Coordinate             | Note |
| ------------------- | ---------------------- | ---- |
| Umbanganan Island   | 15°26′21″S 124°36′26″E |      |
| Umida Island        | 16°15′29″S 123°32′16″E |      |
| Uncle Island        | 14°22′27″S 127°50′11″E |      |
| Uncle Margie Island | 28°52′04″S 113°57′59″E |      |
| Unknown Island      | 26°23′16″S 113°22′16″E |      |
| Usborne Island      | 16°06′27″S 123°38′30″E |      |
| Uwins Island        | 15°15′57″S 124°49′02″E |      |

## V
| Nome             | Coordinate             | Note |
| ---------------- | ---------------------- | ---- |
| Valentine Island | 17°05′11″S 123°19′26″E |      |
| Vampire Island   | 20°41′16″S 117°11′03″E |      |
| Varanus Island   | 20°39′03″S 115°34′27″E |      |
| Verco Island     | 16°16′48″S 123°25′32″E |      |
| Vickery Island   | 16°29′09″S 123°20′46″E |      |
| Victor Island    | 21°55′20″S 114°25′48″E |      |
| Viney Island     | 16°00′50″S 124°00′49″E |      |
| Violet Island    | 20°23′24″S 115°34′39″E |      |
| Vulcan Island    | 15°14′05″S 124°23′13″E |      |
| Vulcan Islands   | 15°14′11″S 124°23′30″E |      |

## W
| Nome                        | Coordinate             | Note |
| --------------------------- | ---------------------- | ---- |
| Wailgwin Island             | 15°31′55″S 124°24′00″E |      |
| Walcott Island              | 20°39′34″S 116°57′32″E |      |
| Walker Island               | 14°18′00″S 125°18′51″E |      |
| Wall Island                 | 16°22′14″S 123°22′27″E |      |
| Wallabi Group               | 28°28′02″S 113°42′22″E |      |
| Wallace Island              | 32°00′48″S 115°33′12″E |      |
| Wangania Island             | 16°01′42″S 123°32′27″E |      |
| Wann Island                 | 28°28′19″S 113°45′45″E |      |
| Waring Island               | 15°00′53″S 124°47′48″E |      |
| Warn Island                 | 14°20′07″S 125°18′48″E |      |
| Water Island                | 14°21′02″S 125°29′31″E |      |
| Waterlow Islands            | 16°26′02″S 123°05′12″E |      |
| Webb Island                 | 29°58′36″S 114°57′33″E |      |
| Wedge Island                | 30°49′46″S 115°11′12″E |      |
| Weerdee Island              | 20°19′16″S 118°27′30″E |      |
| Weld Island                 | 21°23′15″S 115°32′28″E |      |
| West Governor Island        | 13°56′45″S 126°41′08″E |      |
| West Group                  | 34°01′29″S 121°36′39″E |      |
| West Intercourse Island     | 20°42′31″S 116°36′21″E |      |
| West Island                 | 12°10′01″S 96°49′18″E  |      |
| West Island                 | 34°04′59″S 120°28′59″E |      |
| West Island                 | 21°18′39″S 115°26′50″E |      |
| West Island                 | 16°51′15″S 122°06′28″E |      |
| West Lewis Island           | 20°35′28″S 116°37′31″E |      |
| West Lyons Island           | 25°02′37″S 115°05′57″E |      |
| West Mid Intercourse Island | 20°40′37″S 116°39′14″E |      |
| West Montalivet Island      | 14°18′13″S 125°13′11″E |      |
| West Moore Island           | 20°38′24″S 117°40′07″E |      |
| West Roe Island             | 16°21′52″S 123°11′13″E |      |
| West Wallabi Island         | 28°28′03″S 113°41′12″E |      |
| Westall Island              | 34°04′50″S 122°57′56″E |      |
| Whaleback Island            | 33°44′40″S 124°05′12″E |      |
| Whalebone Island            | 22°11′51″S 114°22′23″E |      |
| Wharton Island              | 33°59′30″S 122°42′49″E |      |
| Whipp Island                | 16°29′41″S 123°22′04″E |      |
| Whirl Island                | 16°26′04″S 123°07′42″E |      |
| White Island                | 26°26′38″S 113°45′41″E |      |
| White Island                | 28°40′16″S 113°52′30″E |      |
| White Island                | 34°57′00″S 117°58′35″E |      |
| White Island                | 14°11′42″S 125°49′24″E |      |
| White Island                | 15°03′44″S 124°19′28″E |      |
| Whitley Island              | 14°56′10″S 124°41′37″E |      |
| Whitlock Island             | 24°53′14″S 113°38′44″E |      |
| Whitlock Island             | 30°19′12″S 114°59′32″E |      |
| Whitmore Island             | 24°52′00″S 113°37′20″E |      |
| Whitmore Island             | 22°22′18″S 114°11′53″E |      |
| Whittaker Island            | 20°32′35″S 116°40′38″E |      |
| Whittell Island             | 30°39′55″S 115°06′30″E |      |
| Wickham Island              | 34°01′16″S 123°17′23″E |      |
| Wickham Island              | 15°00′28″S 124°47′07″E |      |
| Wiiluntju Island            | 14°25′54″S 125°30′30″E |      |
| Wiirra Island               | 14°34′55″S 125°13′25″E |      |
| Wilcox Island               | 20°27′02″S 116°50′22″E |      |
| Wilds Island                | 26°27′06″S 113°36′54″E |      |
| Wilson Island               | 34°06′57″S 121°59′40″E |      |
| Wilson Island               | 26°09′55″S 113°39′33″E |      |
| Winyalkan Island            | 14°33′16″S 125°25′35″E |      |
| Wollaston Island            | 14°29′44″S 125°27′29″E |      |
| Woninjaba Islands           | 16°14′13″S 124°05′13″E |      |
| Wood Islands                | 16°23′22″S 123°19′31″E |      |
| Wooded Island               | 28°45′07″S 113°48′20″E |      |
| Woodward Island             | 14°51′09″S 124°43′55″E |      |
| Woody Island                | 33°57′43″S 122°00′40″E |      |
| Worallgarook Island         | 32°35′06″S 115°45′57″E |      |
| Wulajarlu Island            | 15°57′16″S 124°18′13″E |      |
| Wulalam Island              | 16°23′07″S 124°14′08″E |      |
| Wurauwulla Island           | 14°39′47″S 125°07′47″E |      |
| Wuwirriya Island            | 14°33′22″S 125°16′44″E |      |
| Wybron Islands              | 16°27′42″S 123°20′43″E |      |

## Y
| Nome                 | Coordinate             | Note |
| -------------------- | ---------------------- | ---- |
| Y Island             | 21°57′13″S 114°25′06″E |      |
| Yambaraba Island     | 16°09′05″S 128°43′47″E |      |
| Yammadery Island     | 21°30′50″S 115°26′08″E |      |
| Yankawingarri Island | 14°09′23″S 125°39′23″E |      |
| Yawajaba Island      | 15°57′38″S 124°12′18″E |      |
| York Islands         | 34°00′21″S 122°35′09″E |      |
| Yunderup Island      | 32°35′06″S 115°46′16″E |      |